# 托皮爾奇基
50°1′14″N 26°52′25″E / 50.02056°N 26.87361°E
托皮爾奇基（烏克蘭語：Топірчики），是烏克蘭西部的村莊，隸屬赫梅利尼茨基州的舍佩蒂夫卡區。該村面積0.87平方公里，海拔高度252米，2001年人口211，人口密度每平方公里242.3人。